# Principauté de Théodoros
Ne doit pas être confondu avec San Theodoros.
Début du XIVe siècle – 1475
Entités précédentes :
- Empire de Trébizonde

Entités suivantes :
- Empire ottoman
  Khanat de Crimée

La principauté de Théodoros (en grec médiéval : αρχοντίου Θεοδώρου) est un État grec situé dans la partie sud de la Crimée, dans sa partie connue à l’époque sous le nom de « Gothie », dont l’indépendance se maintient entre les XIIe et XVe siècles. Il est conquis par l’Empire ottoman en 1475. Sa capitale se nomme Doros (en grec médiéval : Δώρος, devenue Mangoup).

## Histoire
La Crimée constitue initialement le thème byzantin de Cherson. En 1204, lors de la quatrième croisade, les Vénitiens s’emparent des meilleurs ports de ce thème : Cembalo (Balaklava), Soldaia (Soudak) et Caffa (Théodosie), mais non du thème entier comme le montrent par erreur de nombreuses sources secondaires : le reste du thème échoit à l’empire grec de Trébizonde établi au sud de la mer Noire, dans le pays du Pont, puis, en 1235, à l’empire grec de Nicée. Ce dernier chasse les Vénitiens de leurs comptoirs pour les concéder, durant le XIIIe siècle aux Génois sous le nom de « Gazarie ». En 1362, le basileus Jean V Paléologue confie le thème de Théodoros à l’un de ses parents, le thémarque Démetrios Paléologue-Gavras, fondateur d’une dynastie de souche mi-byzantine, mi-arménienne et alliée par mariage avec les Comnènes : cette dynastie fait de Théodoros une principauté indépendante, qui résiste aux Tatars et dispute aux Génois le contrôle de la côte.
Les noms médiévaux occidentaux de « Gothie » et de « Gazarie » proviennent respectivement des Goths de Crimée et des Khazars, voisins du thème mais ne le gouvernant pas.
Durant cette période (XIIIe siècle), outre les Grecs de la mer Noire, des Arméniens tcherkessogaïs peuplent la région, comme en témoigne la présence de nombreuses églises et monastères arméniens tel celui de la Sainte-Croix de Sourkhat (ou Solhat).
En 1471, le prince de Théodoros, Isaac Paléologue-Gavras (1458-1474), propose sa fille comme épouse au fils du grand-duc Ivan III de Russie, tandis que Marie de Mangoup sœur ou cousine d’Isaac, épouse le 14 septembre 1472, à Suceava, le voïvode de Moldavie, récemment veuf, Étienne le Grand.
Le prince Isaac, isolé entre le sultan Mehmed II et le khan de Crimée, choisit, pour sauvegarder l’autonomie de sa principauté, de se reconnaître vassal de l’Empire ottoman, comme l’avaient déjà fait avant lui les voïvodes de Valachie. En lutte contre les Ottomans et les Tatars, Étienne III de Moldavie, craignant ce changement d’alliance, a l’idée de fournir au prince Alexandre, frère de son épouse Marie de Mangoup, une petite flotte et un contingent de 300 soldats moldaves pour rejoindre Doros, où ils détrônent et tuent le prince Isaac. Le règne du nouveau souverain de Théodoros, installé par les Moldaves, est très bref, car les Ottomans, alliés aux Tatars et commandés par le pacha et vizir Gedik Ahmed, réagissent et prennent le 6 juin 1475 le comptoir génois de Caffa grâce à la trahison des mercenaires tatars des Génois, puis, toujours par trahison, après 6 mois de siège en décembre, ils s’emparent de ville de Doros dans laquelle Alexandre de Théodoros meurt au combat : ses filles sont envoyées au harem du sultan. L’ancien État grec de Théodoros devient une province ottomane, tandis que le nord de la péninsule fait partie du khanat de Crimée, vassal de la Sublime Porte. Dans la nouvelle province turque, Arméniens tcherkessogaïs et Grecs pontiques sont désormais une minorité de dhimmis, tandis que les Ottomans interdisent l'entrée de nouveaux chrétiens en Crimée jusqu’en 1774 lorsqu’arrivent les Russes. Il semble cependant, d’après Philipp Bruun, qu’une partie de la famille princière, désormais islamisée, s’est maintenue encore quelques décennies en position éminente dans la Crimée ottomane, puisqu’en 1512 et 1522 des « princes de Mangoup », aux prénoms chrétiens et musulmans, sont cités.
La principauté de Théodoros est le dernier état grec médiéval à disparaître.

## Liste des princes de Théodoros
- Démetrios (après 1362 – avant 1368) ;
- Basile ;
- Stéphane, fils de Basile (? – 1402) ;
- Alexis Ier, fils de Stéphane (1402 – 1434) ;
- Alexis II, fils d'Alexis Ier (1434 – 1444) ;
- Jean (i.e. Olubey), fils d'Alexis Ier (1447 – 1458) ;
- Isaac, fils d'Alexis Ier (?) (1471 – 1474) ;
- Alexandre, son frère ou le fils d'Alexis II (?) (juin – décembre 1475) ;
- en 1512, Sélim Ier fait accompagner son ambassadeur à Moscou d'un certain « Kemalbi [i.e. Kemalbey] prince de Mangoup ». Ce dernier affirme aux Russes qu'il portait antérieurement le nom de « Théodorite »[6] ;
- vers 1522, le sultan Soliman le Magnifique envoie « Skinder prince de Mangoup » à Moscou qui, sous le nom d'« Alexandre », y décède en 1530[7].